# مأموریت مدارگرد مریخ
مأموریت مدارگرد مریخ (Mars Orbiter Mission) که به اختصار MOM و مانگالیان (از ریشه سانسکریت: मंगल به معنی پیمایش مریخ) نیز خوانده می‌شود، یک کاوشگر فضایی است که از ۲۴ سپتامبر ۲۰۱۴ در مدار مریخ می‌گردد. این ماهواره ۵ نوامبر ۲۰۱۳ توسط سازمان پژوهش‌های فضایی هند (ISRO) به فضا پرتاب شد و نخستین پروژه میان‌سیاره‌ای این سازمان به‌شمار می‌رود که با انجام آن ISRO به‌عنوان چهارمین آژانس فضایی پس از شوروی، ناسا و آژانس فضایی اروپا موفق به رسیدن به مدار مریخ شد. هند نخستین کشور آسیایی در رسیدن به مدار مریخ و نخستین کشور دنیاست که در اولین تلاش موفق به انجام این کار شد.